# منتخب بلجيكا للكرة اللينة للرجال
منتخب بلجيكا للكرة اللينة للرجال هو ممثل بلجيكا الرسمي في المنافسات الدولية في الكرة اللينة
.